# Dennis Hunt
Dennis Perrior Hunt (* 8. September 1937 in Portsmouth; † 29. Januar 2019 in Seabrook) war ein englischer Fußballspieler.

## Karriere
Hunt spielte im Nachwuchsbereich des FC Portsmouth und für Auswahlteams von Hampshire, bevor er seinen Armeedienst antrat. Dort wurde er von Jimmy Greenhalgh, Assistenztrainer des FC Gillingham, entdeckt und 1958 zum Verein geholt. Hunt, zu dessen Stärken seine Robustheit und seine Grätschen gehörten, zählte zehn Jahre lang zum Stammpersonal der Gills. In der Saison 1963/64 gelang dem Klub als Meister der Aufstieg in die Third Division, die Abwehr um Torhüter John Simpson kassierte dabei in 46 Spielen nur 30 Gegentreffer. 1968 wechselte Hunt nach 321 Ligaspielen bei Gillingham für eine Saison zum Viertligisten FC Brentford, bevor er seine Karriere als Spielertrainer beim FC Folkestone im Amateurfußball ausklingen ließ. Dabei gelang ihm 1970/71 der Aufstieg in die Southern League Premier Division.
Zwischen Mai 1977 und November 1978 fungierte Hunt noch als Trainer des FC Margate und schaffte dabei ein weiteres Mal der Aufstieg in die Premier Division der Southern League. Sein Bruder Ralph Hunt, der 31-jährig bei einem Autounfall 1964 tödlich verunglückte, war ebenfalls langjähriger Profifußballer.